# 왕광취
왕광취(王光就, ?~1170년)는 고려 중기의 환관이다.

## 생애
그는 본래 관노 출신으로 환관이 된 후 백자단과 함께 당시 권세를 누리던 환관인 정함의 수하로 들어갔다. 정함이 사망한 후에는 백선연과 함께 의종에게 신뢰를 얻어 권력을 얻게 되었다. 또한 무신들을 심하게 무시하곤 했다.
1170년 참다 못한 무신들이 무신정변을 일으켰을 때 주동자인 정중부, 이의방 등을 제거할 계획을 세웠으나 또 다른 환관인 한숙의 밀고로 발각되었고 결국 무신들에 의해 효수되었다.

## 왕광취가 등장한 작품
- 《무인시대》 KBS 드라마, 2003년~2004년, 배우 : 유병준